# Старокамышинск
Старокамышинск — бывший посёлок городского типа в Челябинской области России, в настоящее время входит в состав города Копейска.

## География
Расположен на юге Западно-Сибирской равнины, вблизи озера Курочкино.

## История
Основан в 1930 году в период строительства шахт № 44, 45, 46, 47. Плановая застройка с 1940 года.
С 1943 по 1948 годы носил название Камышное (по названию близлежащего озера, осушенного в интересах угледобычи), с 1948 года — 30 лет ВЛКСМ, с 1985 года — Старокамышинск.
Указом Президиума Верховного Совета РСФСР от 27 июня 1944 года пос. Камышинский включен в черту города Копейска.
С 4 декабря 1984 года — рабочий посёлок. С 2005 года — Старокамышинский территориальный отдел Копейского городского округа.

## Население
| 1989   | 2002    | 2003    |
| ------ | ------- | ------- |
| 13 927 | ↘11 239 | ↘11 200 |

## Инфраструктура
В посёлке работают:
— школа № 23 и филиал начального обучения (на базе бывшей школы № 41)
— ДШИ;
— детские сады № 16, № 23, № 40 «Солнышко», № 43 «Полянка»;
— поликлиника г/больницы № 3;
— детская поликлиника;
— ДК им. Маяковского
В советское время в окрестностях посёлка располагалось несколько угольных шахт, на которых работала часть населения посёлка, но в настоящее время добыча угля прекращена, а шахты затоплены. Из-за транспортной близости областного центра значительная часть жителей работает в городе Челябинске.

## Транспорт
Через посёлок проходят маршруты Копейских городских и Челябинских пригородных автобусов и маршрутных такси.
Маршрут Старокамышинск — Копейск — автобус № 2, маршрутное такси № 2
Маршруты в Челябинск:
№ 483 Старокамышинск-ЮУрГУ (ПКиО)
№ 218 Старокамышинск — Северо-запад (Фиеста)